# Osteopilus brunneus
Osteopilus brunneus és una espècie de granota endèmica de Jamaica.
Està amenaçada d'extinció per la pèrdua del seu hàbitat natural.